# Дакай
ГЕС Дакай (达开水电站) — гідроелектростанція на півдні Китаю у провінції Юньнань. Знаходячись перед ГЕС Wànjiākǒuzi, становить верхній ступінь каскаду на річці Gexiang (Qingshui), правій твірній Beipan, яка через Hongshui, Qian та Xun належить до річкової системи Сіцзян (закінчується в затоці Південно-Китайського моря між Гуанчжоу та Гонконгом).
У межах проєкту річку перекрили кам'яно-накидною греблею заввишки 21 метр, яка утримує водосховище з об'ємом 6,7 млн м3 та припустимим коливанням рівня поверхні в операційному режимі між позначками 1588 та 1592,5 метра НРМ (під час повені до 1594 метри НРМ).
Від греблі під правобережним гірським масивом прокладений дериваційний тунель, котрий подає ресурс до розташованого за 5,5 км наземного машинного залу. Основне обладнання станції становлять три турбіни потужністю по 20 МВт.